# Альдеа-ен-Кабо
Альдеа-ен-Кабо (ісп. Aldea en Cabo) — муніципалітет в Іспанії, у складі автономної спільноти Кастилія-Ла-Манча, у провінції Толедо. Населення — 213 осіб (2010).
Муніципалітет розташований на відстані близько 70 км на захід від Мадрида, 50 км на північний захід від Толедо.

## Демографія
Динаміка населення (INE ):

## Галерея зображень

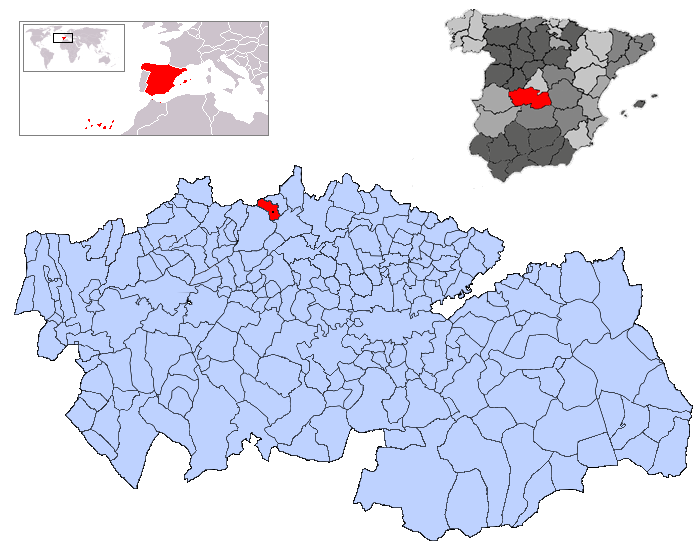
Розташування муніципалітету у провінції Толедо